# Gran Premi de Bèlgica del 2010
El Gran Premi de Bèlgica de Fórmula 1 de la Temporada 2010 s'ha disputat al circuit de Spa-Francorchamps el 29 d'agost del 2010.

## Qualificació
| Pos | No | Pilot              | Constructor            | Part 1       | Part 2   | Part 3   | Sortida |
| --- | -- | ------------------ | ---------------------- | ------------ | -------- | -------- | ------- |
| 1   | 6  | Mark Webber        | Red Bull - Renault     | 1:57.352     | 1:47.253 | 1:45.778 | 1       |
| 2   | 2  | Lewis Hamilton     | McLaren - Mercedes     | 1:56.706     | 1:46.211 | 1:45.863 | 2       |
| 3   | 11 | Robert Kubica      | Renault                | 1:56.041     | 1:47.320 | 1:46.100 | 3       |
| 4   | 5  | Sebastian Vettel   | Red Bull - Renault     | 1:58.487     | 1:47.245 | 1:46.127 | 4       |
| 5   | 1  | Jenson Button      | McLaren - Mercedes     | 1:57.981     | 1:46.790 | 1:46.206 | 5       |
| 6   | 7  | Felipe Massa       | Ferrari                | 1:58.323     | 1:47.322 | 1:46.314 | 6       |
| 7   | 9  | Rubens Barrichello | Williams - Cosworth    | 1:55.757     | 1:47.797 | 1:46.602 | 7       |
| 8   | 14 | Adrian Sutil       | Force India - Mercedes | 1:58.730     | 1:47.292 | 1:46.659 | 8       |
| 9   | 10 | Nico Hülkenberg    | Williams - Cosworth    | 1:55.442     | 1:47.821 | 1:47.053 | 9       |
| 10  | 8  | Fernando Alonso    | Ferrari                | 1:57.023     | 1:47.544 | 1:47.441 | 10      |
| 11  | 3  | Michael Schumacher | Mercedes               | 1:56.313     | 1:47.874 |          | 211     |
| 12  | 4  | Nico Rosberg       | Mercedes               | 1:54.826     | 1:47.885 |          | 142     |
| 13  | 17 | Jaime Alguersuari  | Toro Rosso - Ferrari   | 1:58.944     | 1:48.267 |          | 11      |
| 14  | 15 | Vitantonio Liuzzi  | Force India - Mercedes | 2:01.102     | 1:48.680 |          | 12      |
| 15  | 16 | Sébastien Buemi    | Toro Rosso - Ferrari   | 2:00.386     | 1:49.209 |          | 163     |
| 16  | 19 | Heikki Kovalainen  | Lotus - Cosworth       | 2:01.343     | 1:50.980 |          | 13      |
| 17  | 24 | Timo Glock         | Virgin - Cosworth      | 2:01.316     | 1:52.049 |          | 204     |
| 18  | 18 | Jarno Trulli       | Lotus - Cosworth       | 2:01.491     |          |          | 15      |
| 19  | 23 | Kamui Kobayashi    | BMW Sauber - Ferrari   | 2:02.284     |          |          | 17      |
| 20  | 21 | Bruno Senna        | HRT - Cosworth         | 2:03.612     |          |          | 18      |
| 21  | 20 | Sakon Yamamoto     | HRT - Cosworth         | 2:03.941     |          |          | 19      |
| 22  | 22 | Pedro de la Rosa   | BMW Sauber - Ferrari   | 2:05.294     |          |          | 245     |
| 23  | 25 | Lucas di Grassi    | Virgin - Cosworth      | 2:18.754     |          |          | 22      |
| 24  | 12 | Vitali Petrov      | Renault                | Sense temps6 |          |          | 23      |

Notes:
1. ^  Michael Schumacher va ser penalitzat amb 10 llocs a la graella de sortida pel seu comportament perillós a l'anterior GP, en intentar evitar l'avançament de Rubens Barrichello.
2. ^  Nico Rosberg ha estat penalitzat amb 5 posicions per substituir la caixa de canvi.
3. ^  Sébastien Buemi ha estat penalitzat amb 3 posicions per obstaculitzar Nico Rosberg.
4. ^  Timo Glock ha estat penalitzat amb 5 posicions per obstaculitzar Sakon Yamamoto.
5. ^  Pedro de la Rosa ha estat penalitzat amb 10 posicions per canviar el motor i excedir dels 8 canvis permesos.
6. ^  Vitali Petrov no ha realitzat cap temps classificatori per haver patit un accident als preparatoris.

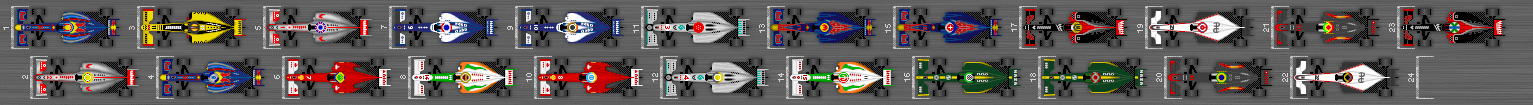
Posicions després de la qualificació

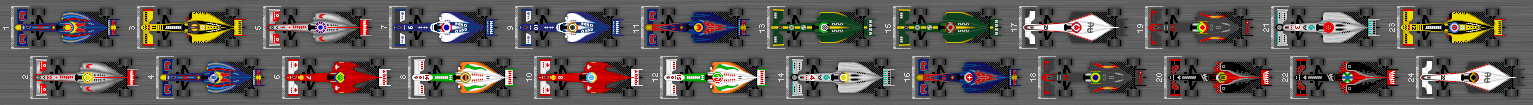
Posicions de la sortida després de les penalitzacions

## Resultats de la cursa
| Pos. | Nº | Pilot              | Equip                  | Voltes | Temps/Retirada | Graella | Punts |
| ---- | -- | ------------------ | ---------------------- | ------ | -------------- | ------- | ----- |
| 1    | 2  | Lewis Hamilton     | McLaren - Mercedes     | 44     | 1h 29' 04. 268 | 2       | 25    |
| 2    | 6  | Mark Webber        | Red Bull - Renault     | 44     | + 1.571 s      | 1       | 18    |
| 3    | 11 | Robert Kubica      | Renault                | 44     | + 3.493 s      | 3       | 15    |
| 4    | 7  | Felipe Massa       | Ferrari                | 44     | + 8.264 s      | 6       | 12    |
| 5    | 14 | Adrian Sutil       | Force India - Mercedes | 44     | + 9.094 s      | 8       | 10    |
| 6    | 4  | Nico Rosberg       | Mercedes               | 44     | + 12.359 s     | 14      | 8     |
| 7    | 3  | Michael Schumacher | Mercedes               | 44     | + 15.548 s     | 21      | 6     |
| 8    | 23 | Kamui Kobayashi    | BMW Sauber - Ferrari   | 44     | + 16.678 s     | 17      | 4     |
| 9    | 12 | Vitali Petrov      | Renault                | 44     | + 23.851 s     | 23      | 2     |
| 10   | 15 | Vitantonio Liuzzi  | Force India - Mercedes | 44     | + 34.831 s     | 12      | 1     |
| 11   | 22 | Pedro de la Rosa   | BMW Sauber - Ferrari   | 44     | + 36.019 s     | 24      |       |
| 12   | 16 | Sébastien Buemi    | Toro Rosso - Ferrari   | 44     | + 39.815 s     | 16      |       |
| 13   | 17 | Jaime Alguersuari  | Toro Rosso - Ferrari   | 44     | + 49.457 s 1   | 11      |       |
| 14   | 10 | Nico Hülkenberg    | Williams - Cosworth    | 43     | + 1 Volta      | 9       |       |
| 15   | 5  | Sebastian Vettel   | Red Bull - Renault     | 43     | + 1 Volta      | 4       |       |
| 16   | 19 | Heikki Kovalainen  | Lotus - Cosworth       | 43     | + 1 Volta      | 13      |       |
| 17   | 25 | Lucas di Grassi    | Virgin - Cosworth      | 43     | + 1 Volta      | 22      |       |
| 18   | 24 | Timo Glock         | Virgin - Cosworth      | 43     | + 1 Volta      | 20      |       |
| 19   | 18 | Jarno Trulli       | Lotus - Cosworth       | 43     | + 1 Volta      | 15      |       |
| 20   | 20 | Sakon Yamamoto     | HRT - Cosworth         | 42     | + 2 Voltes     | 19      |       |
| Ret  | 8  | Fernando Alonso    | Ferrari                | 37     | Accident       | 10      |       |
| Ret  | 1  | Jenson Button      | McLaren - Mercedes     | 15     | Col·lisió      | 5       |       |
| Ret  | 21 | Bruno Senna        | HRT - Cosworth         | 5      | Suspensions    | 18      |       |
| Ret  | 9  | Rubens Barrichello | Williams - Cosworth    | 0      | Col·lisió      | 7       |       |

Notes:
1. ^  Jaime Alguersuari ha estat penalitzat amb 20 segons en substitució del 'drive-trought' per haver-se acabat la cursa abans de ser possible la penalització. Ha estat penalitzat per saltar-se una xicana i resultar-n'he amb benefici.[1]

## Altres
- Pole: Mark Webber 1' 45. 778

- Volta ràpida: Lewis Hamilton 1' 49.069 (a la volta 32)